# Altivasum
Altivasum (nomeadas, em inglês, vase -sing.) é um gênero de moluscos gastrópodes marinhos predadores pertencente à família Turbinellidae (outrora entre os Vasidae). Foi classificado por C. Hedley, em 1914, e sua primeira espécie, Altivasum flindersi, fora descrita em águas australianas por J. C. Verco no mesmo ano; tornando-se um gênero de espécie monotípica por mais de cem anos até a nomeação de uma segunda espécie: Altivasum profundum Dekkers & S. J. Maxwell, 2018. Já foi considerado um subgênero de Vasum Röding, 1798.

## Espécies
- Altivasum clarksoni S. J. Maxwell & Dekkers, 2019
- Altivasum flindersi Verco, 1914
- Altivasum hedleyi S. J. Maxwell & Dekkers, 2019
- Altivasum profundum Dekkers & S. J. Maxwell, 2018)

Espécies trazidas para a sinonímia
- Altivasum typicum Hedley, 1916: sinônimo de Altivasum flindersi Verco, 1914